# Amman United Club
L'Amman United Club(نادي عمان المتحد in lingua araba), è una società professionista di basket con sede nella città di Amman, capitale della Giordania; la squadra compete, dalla stagione 2024-25, nella massima categoria nazionale, la Jordanian Premier Basketball League.
I colori sociali del club sono il Bianco ed il Nero. Le sue squadre giocano in competizioni di diversi livelli d'età nel paese, sia in quelle maschili che in quelle femminili.

## Storia
L'Amman United Sporting Club, venne fondato nella capitale giordana di Amman nel 2017 come associazione sportiva giovanile per sviluppare in differenti discipline i giovani della città. La squadra dopo aver speso vari anni a competere solo nelle competizioni giovanili ha deciso, nell'estate del 2024, di iniziare a competere anche nelle competizioni maggiori; infatti la squadra per la stagione 2024-2025 farà il suo esordio nella Jordanian Premier Basketball League, ma farà anche il suo esordio in una competizione internazionale avendo ottenuto l'accesso alla FIBA West Asia Super League 2024-2025.

## Palmarès

### Titoli Nazionali
- Jordanian Premier Basketball League
  - Campioni (1): 2024-2025[4][5]

## Roster attuale
Il roster per la stagione 2024-2025
|    | Naz.                                          | Ruolo | Sportivo           | Anno | Alt. | Peso |  |
| -- | --------------------------------------------- | ----- | ------------------ | ---- | ---- | ---- |  |
| 0  | Stati Uniti (bandiera)                        | AP    | Troy Baxter Jr.    | 1996 | 206  | 91   |  |
| 1  | Giordania (bandiera) · Stati Uniti (bandiera) | G     | Amin Abu Hawwas    | 1994 | 188  | 84   |  |
| 3  | Giordania (bandiera)                          | C     | Yousef Abuwazaneh  | 1994 | 201  | 98   |  |
| 4  | Giordania (bandiera)                          | PG    | Fadi Qarmash       | 2002 | 180  | 78   |  |
| 5  | Canada (bandiera) · Giordania (bandiera)      | G     | Freddy Ibrahim     | 1996 | 190  | 84   |  |
| 7  | Giordania (bandiera)                          | AG    | Ahmad Alhamarsheh  | 1987 | 197  | 93   |  |
| 9  | Giordania (bandiera)                          | AG    | Altayyeb Kassem    | 2007 | 198  | 88   |  |
| 10 | Stati Uniti (bandiera) · Libano (bandiera)    | AG    | Jonathan Arledge   | 1991 | 206  | 107  |  |
| 11 | Giordania (bandiera)                          | G     | Abdullah Shatat    | 2005 | 186  | 80   |  |
| 13 | Giordania (bandiera)                          | G     | Akef Al Shiyab     | 1999 | 185  | 80   |  |
| 21 | Palestina (bandiera) · Giordania (bandiera)   | AG    | Hashem Abbas       | 1999 | 198  | 95   |  |
| 30 | Ucraina (bandiera)                            | C     | Vladyslav Korenjuk | 1994 | 210  | 123  |  |
| 35 | Stati Uniti (bandiera)                        | G     | Shane Rector       | 1994 | 188  | 84   |  |

### Staff tecnico
| Ruolo           | Nome              |
| --------------- | ----------------- |
| Capo Allenatore | Abdallah AbuQoura |
| Assistente      | Mussa Khabuir     |
| Assistente      | Nayef Assfour     |